# 北村祐一
北村祐一（きたむら ゆういち、1963年 -）は、日本出身の経済学者。イェール大学教授。専門は計量経済学と数理統計学。ノンパラメトリック尤度アプローチに関する一連の研究は世界的に高い評価を受けており、2006年には日本経済学会中原賞を受賞している。

## 来歴
1963年生まれ。1986年東京大学経済学部を卒業後、イェール大学大学院に進学し、1993年に同大学より」博士号を取得。その後、ミネソタ大学教授などを経て、現在イェール大学教授。

## 業績

### 中原賞
計量経済学や数理統計学の分野におけるノンパラメトリック尤度アプローチの研究（Kitamura 2006, Kitamura 2001, Kitamura and Stuzer 1997）は国際的に高い評価を受けており、2006年度に日本経済学会から中原賞を授与されている。
| 受賞                       | 受賞                                  | 受賞                         |
| -------------------------- | ------------------------------------- | ---------------------------- |
| 先代 星岳雄 第11回：2005年 | 中原賞（日本経済学会） 第12回：2006年 | 次代 松井彰彦 第13回：2007年 |